# Stadt Mainz (Schiff)
Die Stadt Mainz war ein Raddampfer aus Holz und das erste auf einer rheinischen Werft gebaute Dampfschiff.

## Konstruktion
Das Schiff war als Glattdecker zum Transport von Personen und Güter gebaut und von Strack, Kriens und Harvey entworfen. Es wurde auf der Ruhrorter Werft Jacobi, Haniel & Huyssen von den ehemaligen Mitarbeitern Gerhard Moritz Roentgens, Ing. Harvey und Wilhelm Strack und dem Schiffbaumeister Kriens  aus Ruhrort, gebaut. Am 7. Mai 1830 erfolgte der Stapellauf und am 19. Oktober 1830 die Übergabe an die Preußisch-Rheinische Dampfschiffahrts Gesellschaft (PRDG).

## Daten zum Antrieb
- Antrieb: Einzylinder-Mitteldruckdampfmaschine mit Schwungrad, 75 PS, ab 1832 90 PS.
- Flammrohr-Trommelkessel mit 65,8 m² Heizfläche und 0,6 kp/cm² Dampfdruck
- Schaufelräder aus Holz: 5,80 m Durchmesser mit 19 Schaufeln

## Aufteilung des Rumpfs
Der Schiffsrumpf war aufgeteilt in Matrosenwohnung im Bug, daran anschließend eine kleine Kajüte und dahinter steuerbord die Kapitänskabine mit gegenüberliegender Toilette und Aufgang zum Deck. Mittschiffs waren der Kessel- und Maschinenraum  und im Heck eine große Kajüte von 7,93 m Länge, sowie zwei Toiletten und ein Aufgang zum Deck. Das Hauptdeck vorne war für Personen und Güter bestimmt und mit einem Mast mit Ladebaum ausgestattet. Ein Niedergang führte zu der Matrosenwohnung.

## Geschichte
Die Schiffstaufe fand am 7. Mai 1830 beim Stapellauf statt. Die erste Probefahrt war am 13. Oktober 1830 von Ruhrort nach Düsseldorf, einen Tag später eine festliche Probefahrt mit Prinz Friedrich von Preußen, dem Regierungspräsidenten Philipp von Pestel und weiteren Prominenten. Bei der letzten Probefahrt am 19. Oktober sollte die Übergabe an die PRDG erfolgen, da sich während der ersten Fahrten herausstellte, dass der geforderte Dampfdruck nicht erreicht wurde. Anfang 1831 wurden Änderungen an der Maschine vorgenommen und im Mai eine Probefahrt gemacht. Die PRDG verweigerte abermals die Abnahme, da die Einzylinder-Dampfmaschine unrund lief. Im Sommer 1831 machte die Stadt Mainz erste Schleppversuche auf dem Niederrhein.
Im Frühjahr 1832 begann die Werft mit dem Umbau des Schiffs. Dabei wurden eine Zweizylinder-Niederdruckmaschine mit 76 PSn (260 PSi) und ein Kofferkessel mit 72 m² Heizfläche eingebaut. Der Schornstein wurde direkt über dem Kessel angebracht, die Antriebswellen  weiter nach hinten versetzt und neue Schaufelräder mit zwölf Schaufeln und 4,78 m Durchmesser angebaut. Die Radkästen wurden neu gestaltet. Nach erfolgreicher Probefahrt am 17. August 1832 übernahm die PRDG am 23. August die Stadt Mainz. In den darauffolgenden Jahren immer wieder längere Werftaufenthalte, wobei 1833 der Kessel getauscht wurde, 1834 Verlängerung und Verstärkung des Rumpfs mit Eisenteilen sowie teilweise Verkleidung des Rumpfs mit Eisenblech.

## Einsatz
1840 wurde die Stadt Mainz für 15.000 Thaler an die GHH verkauft. Nachdem der ganze Rumpf mit Eisenblech beschlagen war, übernahm die Nederlandsche Stoomboot Maatschappij (NSBM) das Schiff ohne Maschine und setzte es nach dem Einbau einer neuen Maschine unter dem Namen Schelde auf der Strecke Rotterdam – Antwerpen ein. 1847 erfolgte der Weiterverkauf an die N.V. Zierikzeesche Stoomboot Matschappij F. Kloos & Zoon und wurde in Stad Zierikzee umbenannt.
1877 ersteigerte die Reederei Quakernaat van Spijk das Schiff und setzte es auf der Strecke Gorinchem – Rotterdam unter dem Namen Gorinchem ein. 1878 wurde es an eine Abwrackwerft verkauft.